# 动物新世代 BNA
《动物新世代 BNA》是由吉成曜监督、中岛一基负责系列构成与剧本、TRIGGER制作的日本原创电视动画作品。该作于2019年7月6日于Anime Expo 2019首次发表，2020年3月21日于Netflix先行播放1-6集，5月6日先行播放7-12集，2020年4月8日起在富士電視台等处播放。

## 剧情简介
在人类对自然的持续开发中，有许多生物失去了原有的容身之所，长久藏匿於人类历史的阴影之中的兽人正是其一。兽人拥有一部分兽的基因，可以在兽人与人类形态之间变化。为与其共存，世界各国探索了不同的道路。其中，日本政府设立了可以让兽人自由的以自己期望的姿态生存的兽人特区“ANIMA CITY”。本片的故事则发生在其设立的十年后。
突然之间，普通的女子高中生影森满变成了狸兽人。为了不必躲躲藏藏的生活，满来到了ANIMA CITY。初到之时，与狼兽人、大神士郎的初次相遇之时的经历就让她了解到了这座城市并非如表面一样平静。尽管顽固且极度讨厌人类，士郎在这之后对满一直照料有加。在这里，满与各色的人物相遇，体验兽人们生活中的喜怒哀乐。在这里，满也探寻着自己突然变成兽人的真相。在这过程中，满发现自己被卷入了意想不到的大事态中。满与士郎，突然变成狸兽人的原人类与厌恶人类的老派狼兽人，其之间的羁绊或许是改变ANIMA CITY与世界的关键。

## 登场人物
人物介紹節錄自官方網站。

### 主要角色
影森满（声 : 诸星堇）
懷著某種秘密逃到ANIMA CITY的女高中生，狸貓獸人。

很擅長與人交流，有著快活開朗的性格。

本作的主角，原人類女高中生的狸貓獸人，因為覺的狸貓很土，常自稱浣熊獸人。1年前突然獸人化便躲在家裡足不出戶，為了不給家人帶來麻煩，故事開始時正前往以歡迎獸人們前來安居的Anima City。

最初以為Anima City是獸人們理想中的樂土，但在目擊不時發生的犯罪行為、弱肉強食與男尊女卑等思想橫行之後隨之幻滅。
但在自己無法變回人類便無法重回人類世界的情況下，只好繼續住在Anima City，在與各式各樣的獸人相處後，漸漸改變自己，開始認識並理解獸人。行為舉止就像普通的現代女高中生，個性堅強、直覺敏銳，從傾倒的大螢幕下幫助行走不及的老獸人、雖然是條件交換仍認真教導孤兒識字等方面可看出其內心善良樂於助人的一面。

最初獸人化的原因不明，第9話時揭露了真實原因乃是先前車禍輸血時，誤將自Anima City醫療中心入住獸人身上取出並活性化的「獸因子試劑」廢棄藥品注入體內。(本來要銷毀的試劑不小心混入矢場他們盜賣的醫材裡)人類的獸人化通常來說是絕不可能發生的現象，所以主角認為自身的症狀是一種病。雖然一開始無法變回人類，第4話之後意外地發現能以自己的意志成功變化，但是以「比較輕鬆自在」為理由，日常仍保持獸人姿態。

羅瑟市長發現其獸因子與其他獸人不同，能自由變化肉體，身長手臂、長出兔耳、變成豹腿、長出翅膀等因應各種情況。最終話發現她血液中的獸因子可以還原失控的獸人因子、製作尼瓦基爾症候群血清。並在阻止人類化疫苗無人機的過程中發現以銀狼嚎叫聲能使失控的獸人安份下來，成功解決Anima City滅城危機，其後決定暫不注射獸人化解藥，繼續在這座城市待一段日子。

大神士郎（声 : 細谷佳正）
討厭人類的狼獸人。迫於情勢之下，不情願地開始照顧滿。
儘管態度看似冷酷，但其實也有溫柔的一面。是以守護獸人作為信條的老派男人。
職業是獸協的社工，住在獸協大樓內，也自Anima City建城起擔任市府顧問，負責執行市長的委託。以守護獸人為第一的高傲性格，因此極為痛恨常年迫害獸人的人類。即便是獸人，只要與人類勾結犯罪便會遭受其怒火吞噬，折斷鹿獸人、犀牛獸人自尊象徵的角仍無法平息怒氣。他的真實身份便是全世界獸人信仰的「銀狼」本人，出生在1000年前歐洲的獸人城市尼瓦基爾。當時只是普通的狼獸人，當同胞被人類軍對屠殺殆盡，僅存的自己死命抵抗仍遭人類將軍殺害時，千名同胞的血觸發了奇蹟，令他獲得全獸化的銀狼姿態與不老及近乎不死的強大恢復力。其後為報血仇追殺當初屠城的將軍，四處屠殺人類，但怎樣都找不到對方，最後在似無止境的復仇中感受到空虛，改以銀狼的身份四處拯救受迫害的獸人同胞，於是成為獸人銀狼信仰的起源。

於第二次世界大戰末期，襲擊位於歐洲某國以獸人進行人體實驗的收容所因眼前同胞遭受的慘酷景象而憤怒殺光了所有人類，自此產生心靈創傷不再變身銀狼(與羅瑟市長的第一次見面也在這個收容所)

在調查失控獸人的過程中從阿蘭那得知了西爾瓦斯塔乃是1000年前出現在尼瓦基爾的人類將軍後裔，以及尼瓦基爾滅亡的真相：各種獸人雜處、數量過多造成的壓力累積，活化了攻擊本能，即為尼瓦基爾症候群，於是自相殘殺，人類軍隊抵達時僅剩下傷痕累累、奄奄一息的士郎。

得知阿蘭以抑制獸人失控為理由開發了獸人人類化疫苗而憤怒，破壞了醫學大樓部分設備逃逸而遭到通緝。在瑪莉伊丹的情報下得知阿蘭想藉由演唱會一舉讓尼瓦基爾症候群大爆發，進而消滅獸人、毀滅Anima City，便與黑幫The Family合作疏散市民、阻止阿蘭的計劃。其後與阿蘭的對峙中發現阿蘭乃是遠古之前滲透人類社會的純血獸人後裔，想藉由疫苗消滅不順眼的混血獸人，而且對方自稱真正的神狼，通過千名狼獸人奉現血液的儀式獲得不老不死的力量，能施展如光束砲般的強力咆吼，最後士郎奇蹟似地以自己的咆吼擊敗阿蘭。

敗給眼前混血種的阿蘭氣急敗壞意外地引發了本以為純血種免疫的尼瓦基爾症候群，士郎本想就此將其消滅，在與滿對視之下決定以自己已有疫苗的血液拯救阿蘭。

日渡荠（声 : 长绳麻理亚）
滿的好朋友，以偶像為目標的女高中生。
一年前突然獸人化後在滿的面前被不明人士綁架，事實上是被西爾瓦斯塔某個研究設施帶走，在波利斯的協助下加入了銀狼教團，以教祖迪斯羅布身分出現在Anima City。雖然是狐狸獸人，但與滿一樣有著自由變化的能力，偽裝為狼獸人。滿足於以教祖的身份從事偶象活動的現狀，對於拯救自己的波利斯充滿信任，相隔一年再度與滿相會後，屢屢發現兩人間的價值觀差距。

實際上是阿蘭發現變身能力後作為引發尼瓦基爾症候群大爆發而安排的棋子，刻意操作話題讓她成為獸人們心中的信仰，當揭露其銀狼身份謊言時，獸人頑固、情緒易激動的特性使然，難以置信的信徒必然發作。

在最終話城市一片混亂中積極拯救落單小朋友的過程意外被鏡頭捕捉，於是成為人類與獸人間的橋樑、真正的全民偶像，與滿留在Anima City。(據滿猜測薺肯定事先知道有鏡頭在拍攝)

阿兰・西尔瓦斯塔（声 ： 石川界人）
財閥集團的少爺，西爾瓦斯塔製藥的年輕CEO。
儘管看似外表超俗，內心卻有冷酷的一面。
為Anima City的設立有著極大的貢獻，為人類方的重要助力，至今仍提供城市運作所需的資金、資源，第3話後藉著醫藥中心事件為理由，親自來到Anima City進行組織管理，真實身分為稀有的純血種狼獸人，西爾瓦斯塔一族遠古以前便融入人類社會，暗中操縱世界，具有消除獸人氣息、偽裝人類的完美技術，以及以1000名族人鮮血賦予特定族人不老不死與神狼之力的儀式。

### ANIMA CITY

#### ANIMA CITY 市政府
巴尔巴雷・罗瑟（声 ： 高岛雅罗）
ANIMA CITY的市長，裸鼴鼠獸人。是第一位取得博士學位的獸人，擅長遺傳、基因科學等領域。作為學者，有著聰明且溫和的性格，為了維護獸人的人權而傾力創建Anima City，深受居民信賴。
知道滿是人類的事，在暗中監視的同時、也十分顧慮著她。與士郎是舊識，兩人初次相識在第二次世界大戰末期歐洲某個收容所，沒有人知道她的實際年齡。
石崎浩一（声：乃村健次）
市長的助理，穿山甲獸人。
立木勇次（声：中博史）
ANIMA CITY市警的警部，犬獸人。冷靜又執著，是個腳踏實地的老派刑警。
有時會尋求士郎協助搜查。犬種是大丹犬。

#### 兽人生活协同组合
杰姆・霍纳（声：家中宏）
獸人生活協同組合，簡稱「獸協」的組合長，雞獸人。有著溫厚的性格，很少生氣。
照顧住在獸協大樓的士郎與滿，似乎沒辦法忤逆妻子梅莉莎，但偶爾仍會以獸人姿態洗澡，造成浴室羽毛阻塞。
梅莉莎・霍纳（声：齐藤贵美子）
獸協的副組合長，袋熊獸人。有著開朗又喜歡照顧人的好個性，常為了士郎和滿做料理。
偶爾會因為丈夫杰姆的粗心而生氣，但兩人感情依然很好。
小黑（声：本桥大辅）
士郎所飼養的烏鴉，是沒有家人與朋友的士郎唯一信任的夥伴，因為遭到基因改造，比一般烏鴉更加長壽。
彷彿是士郎右手般的存在，十分聽從士郎的指示，總是從旁給予協助。

#### 医疗中心
矢場広務（声 : 松島昭浩）
醫療中心的所長，犀牛獸人。盜賣醫材結果造成意外流出必須銷毀的獸因子試劑，導致滿和薺獸人化的元凶，拒捕時被大神捏碎犀角，後因畏懼來自公司高層的處罰，引發尼瓦基爾症候群，遭到銀狼斬殺。
三村文雄（声 : 保村真）
醫療中心的成員，變色龍獸人。與矢場合作盜賣醫材，遭到逮捕。

#### RABBIT TOWN
大祖母（声 : 一城美由希）
女黑幫的老大，美國垂耳兔獸人。
艾尔莎（声 : 小松由佳）
大祖母的手下，獅子獸人。

#### THE FAMILY
朱利亚诺・弗利普（声：多田野曜平）
掌控著ANIMA CITY的黑幫「THE FAMILY」，海豚獸人。
冷酷又殘忍，卻很關心親近的人。對獨生女嬌縱又過度保護，將士郎看作麻煩的對手。由於父親被人類補食因而對人類有著不輸士郎的憎恨。
日下部勝（声：本橋大輔）
朱莉亞諾・弗利普的手下，斑鬣狗獸人。由於盜賣醫材一事曝光，而且被大神士郎盯上，為負起責任被老大投海溺死。
妮娜·弗利普（声：前島亜美）
海豚獸人的中學生。是弗利普的女兒，未曾離開過ANIMA CITY。
雖然受討厭人類的父親反對，但仍嚮往著人類世界的文化在社群軟體的直播中偽裝成普通的女高中生，唯一能理解自己興趣的人只有滿。

#### 熊士隊
由熊獸人所組成的弱小球隊。
傑基（聲：潘惠美）
住在ANIMA CITY最貧困地區的熊獸人，代表熊士隊參賽。
既貪吃又貪財。雖然是無可救藥的笨蛋，但那爽朗又有朝氣的性格，讓她仍然開心地度日。
但丁（聲：飛田展男）
熊士隊的監督，指猴獸人。史上第一個登上職棒的獸人，但遭到人類隊友、球迷的歧視，現在以收賄打假球維生。

#### 其他
玛丽伊丹（声：村濑迪与）
熟知ANIMA CITY，對於滿似有似無地伸出援手，很了解處世之道。雖然長得像鼬鼠，但其實是美洲水鼬，很討厭被認作黃鼠狼。
為了自己會若無其事地偷竊或詐欺，但不壞的本性讓人難以憎恨，在情報收集上有其獨到的一面，透過其敏銳的商業嗅覺從事像是：也在被反獸人派包圍的Anima City外的引路人工作、拯救遇到麻煩的獸人並海削一筆、竊聽並販賣珍貴情報、販售偶像周邊等。
早乙女（聲：最上嗣生）
舉行棒球賭博的莊家，短尾矮袋鼠獸人。

### 银狼教
日渡荠
克里夫·波利斯（声：子安武人）
銀郎教的執行長，蛇獸人。受阿蘭指使擁立具有變幻能力的薺成為銀郎教的教祖。
幾乎從不摘下面具。因為總是黏在薺的身邊，讓滿感到很噁心。

### 其他
莉莎（声：志田有彩）
妮娜在SNS上的好友，人類女性。
賓格（聲：浪川大輔）
深愛天空的漂泊信天翁獸人。因其候鳥的天性，祖輩世世代代都跨越著陸地和海洋在遷徙。
隨身攜帶飛行護目鏡與通訊用的耳機麥克風。擁有超脫世俗的性格，並對身為候鳥感到自豪。曾為反抗軍的一員，對抗人類對於獸人的迫害行為，協助獸人享有現代人權。
由於獸人獲得人權而使得候鳥型獸人不再能自由跨越國境這件事，開始在世界各地襲擊象徵人獸友好的獸人代表。
本來打算以低傷害爆炸市長室、威脅羅瑟市長，但被士郎和滿聯手阻止，其間更激發滿的飛行型態變化。恐攻失敗後留下以往戰友的狗牌，希望戰友能安葬在畢生奮戰促成的獸人和平象徵Anima City便轉身離去。
當Anima City封城時神奇地出現在城外，協助逃離軟禁的羅瑟市長進城，並幫忙拯救城裡無助的幼兒、擊墜無人機。
流星（聲：宮城一貴）
隼獸人，超一流的暗殺者。但因士郎與滿從賓格得知飛行入境的獸人有另一位，導致暗殺行動功敗垂成遭到逮捕。

#### 日本政府
白水总理（声：大塚芳忠）
日本的總理大臣，許可成立獸人特區「ANIMA CITY」，卻沒人知道他內心的真正想法。以保護人類國民為理由與阿蘭勾結軟禁羅瑟市長、包圍Anima City，促成阿蘭強行將城市內獸人變成普通人的計劃。

## 电视动画

### 制作人员
- 监督：吉成曜[4]
- 脚本：中岛一基[4]
- 概念艺术：Genice Chan[4]
- 角色设计：芳垣祐介[4]
- 总作画监督：竹田直树[4]
- 美术监督：野村正信[4]
- 色彩设计：垣田由纪子[4]
- 摄影监督：设乐希[4]
- 编辑：坪根健太郎[4]
- 音乐：mabanua[4]
- 动画制作：TRIGGER[4]

### 主题曲
片頭曲
《Ready to》
作词：rihoco，作曲：Jin Tanaka，编曲：R·O·N，主唱：影森满（CV：诸星堇）
片尾曲
《NIGHT RUNNING》
作词：AAAMYYY，作曲、编曲：Shin Sakiura，主唱：AAAMYYY
插入曲
《Wish》
作詞：rihoco、作曲、編曲：el。
《NIGHT RUNNING feat.Dēesse louve》
作詞：AAAMYYY、作曲，Shin Sakiura，編曲：吉田穣。

### 各话列表
| 话数 | 标题                | 剧本       | 分镜               | 演出                   | 作画监督                                                                                               |
| ---- | ------------------- | ---------- | ------------------ | ---------------------- | --- |
| 01   | Runaway Raccoon     | 中岛一基   | 今石洋之、吉成曜   | 宫岛善博               | 竹田直树、杉本米歇尔                                                                                   |
| 02   | Rabbit Town         | 中岛一基   | 大冢雅彦、中野广大 | 古川晟                 | 坂本胜、长谷川哲也                                                                                     |
| 03   | Rhino Melancholy    | 中岛一基   | 小松田大全         | 下平佑一               | 田村瑛美、宫崎诗织、中村真由美 竹田直树、杉本米歇尔、清水麻未                                          |
| 04   | Dolphin Daydream    | 樋口七海   | 佐藤龙雄、大冢雅彦 | 藤井辰己               | 宫崎诗织、中村真由美、荒井洋纪 西川将贵、糸川礼央                                                      |
| 05   | Greedy Bears        | 上野贵美子 | 今石洋之           | 宗广智行               | |
| 06   | Fox Waltz           | 樋口七海   | 宫岛善博           | 宫岛善博               | 长谷川哲也、杉本米歇尔、田村瑛美 石山正修、横屋健太、小林沙耶香 土肥志文、清水麻美、金子雄人           |
| 07   | Easy Albatross      | 中岛一基   | 大冢雅彦、中野广大 | 前田基匡、大冢雅彦     | Nyki Ikyn、なつのはむと、日向晴香 金泽龙、刘云留                                                       |
| 08   | The Mole Rat Speaks | 中岛一基   | 牛岛新一郎         | 古川晟                 | 田村瑛美、长谷川哲也、邓佳湄 土肥志文、杉本米歇尔、清水麻未 中村翠、安部葵                             |
| 09   | Human Scapegoat     | 上野贵美子 | 傅沙织             | 傅沙织                 | 荒井洋纪、杉本米歇尔、宫崎诗织 田村瑛美、土肥志文、中村真由美 福地和浩、竹田直树、芳垣祐介             |
| 10   | Rabid Wolf          | 中岛一基   | 芝久保             | 中岛政興、球野たかひろ | 西川将贵、Nyki Ikyn、なつのはむと 日向晴香、阿部可奈子、沈霏 孙月、林梦贇、金子雄人 芳垣祐介、竹田直树 |
| 11   | A Beastly Feast     | 中岛一基   | 大冢雅彦           | 小笠原一马、大冢雅彦   | 田村瑛美、长谷川哲也、土肥志文 杉本米歇尔、清水麻未、福地和浩 赤堀重雄、中村真由美                     |
| 12   | Anima-City          | 中岛一基   | 吉成曜、今石洋之   | 宗广智行、下平佑一     | 中村真由美、荒井洋纪、土肥志文 长谷川哲也、田村瑛美、杉本米歇尔 日向晴香、竹田直树、芳垣祐介           |

### 播放电视台
日本深夜動畫：下文記載的日本国内播放時間使用日本標準時間（UTC+9）表示。因為部分時間标识會採用30小时制，因此請留意这类超过24:00的时间，其實際播放時間為翌日清晨。
| 日本国内   | 日本国内       | 日本国内               | 日本国内                  | 日本国内   | 日本国内                      |
| 播放地區   | 播放電視台     | 播放日期               | 播放時間（UTC+9）         | 所屬聯播網 | 備註                          |
| ---------- | -------------- | ---------------------- | ------------------------- | ---------- | ----------------------------- |
| 關東廣域圈 | 富士電視台     | 2020年4月8日－6月24日  | 星期三 24時55分－25時25分 | 富士電視網 | 協助製作／「+Ultra」節目      |
| 福岡縣     | 西日本電視台   | 2020年4月8日－6月24日  | 星期三 25時55分－26時25分 | 富士電視網 |                               |
| 近畿廣域圈 | 關西電視台     | 2020年4月9日－6月25日  | 星期四 25時55分－26時25分 | 富士電視網 |                               |
| 中京廣域圈 | 東海電視台     | 2020年4月11日－6月27日 | 星期六 25時55分－26時25分 | 富士電視網 |                               |
| 北海道     | 北海道文化放送 | 2020年4月12日－6月28日 | 星期日 25時15分－25時45分 | 富士電視網 |                               |
| 日本全國   | BS富士         | 2020年4月15日－7月1日  | 星期三 24時00分－24時30分 | 衛星電視   | 協助製作／「ANIME GUILD」節目 |

#### 网络播放
| 播放地區 | 播放平台 | 播放日期                    | 播放時間（UTC+9） | 備註         |
| -------- | -------- | --------------------------- | ----------------- | ------------ |
| 全球     | Netflix  | 2020年3月21日－2020年5月6日 | 不适用            | 協助製作     |
| 中国大陆 | Bilibili | 2020年3月21日－2020年5月6日 | 不适用            | 与Neflix同步 |

## BD / DVD
| 巻 | 发售日期       | 收录话数       | 规格编号   | 规格编号   |
| 巻 | 发售日期       | 收录话数       | BD限定版   | DVD限定版  |
| -- | -------------- | -------------- | ---------- | ---------- |
| 1  | 2020年8月19日  | 第1話 - 第4話  | TBR-30081D | TDV-30084D |
| 2  | 2020年9月16日  | 第5話 - 第8話  | TBR-30082D | TDV-30085D |
| 3  | 2020年10月14日 | 第9話 - 第12話 | TBR-30083D | TDV-30086D |